# Lago Aqtas
El lago Aqtas (en ruso: Акташское озеро; en ucraniano: Актаське озеро, en tártaro de Crimea: Aqtaş gölü) es un lago salado en la península de Kerch en el raión de Lenine, República Autónoma de Crimea de Ucrania y reclamada por República de Crimea de Rusia desde marzo de 2014.
El lago pertenece al grupo de lagos Kerch. Su nombre significa «el Monte Blanco». Sus suministros de agua los recibe del Mar Negro a través de un Acuífero. El lago está conectado con el Canal de Crimea del Norte a través de otro canal y con el mar de Azov. Alrededor de 1980, el lago fue dispuesto para servir como un estanque de enfriamiento para el abastecimiento de agua industrial en la central nuclear de Crimea. En el medio del lago hay una isla llamada Latau. En las inmediaciones del lago Aqtas están las llanuras inundables Astani y un Central Eléctrica.